# Agelènids
Els agelènids (Agelenidae) són una família d'aranyes araneomorfes. Fou descrita per primera vegada per Carl Ludwig Koch l'any 1837.
Són aranyes que construeixen una teranyina molt característica, en forma d'embut, i per això també se les anomena aranyes de teranyina d'embut (funnel-web spiders). Inclouen les aranyes comunes de l'herba del gènere Agelenopsis, així com la verinosa Tegenaria agrestis.
Un altre gènere que cal destacar és Agelena, que inclou algunes espècies semi-socials de l'Àfrica molt interessants, que viuen en teranyines comunitàries. La més coneguda és probablement Agelena consociata. Aquest grau d'organització social comprèn la cooperació en la captura de preses i el tenir cura de les cries. Tot i així, són semi-socials perquè per assolir el grau d'una veritable socialització com la d'alguns himenòpters (formigues, abelles i vespes) caldria una especialització entre els individus (soldats, obreres, reina).
La seva distribució és molt extensa i es poden trobar per tot el món, excepte en la punta més meridional d'Amèrica i en la zona més septentrional del món.

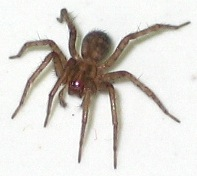
Tegenaria domestica

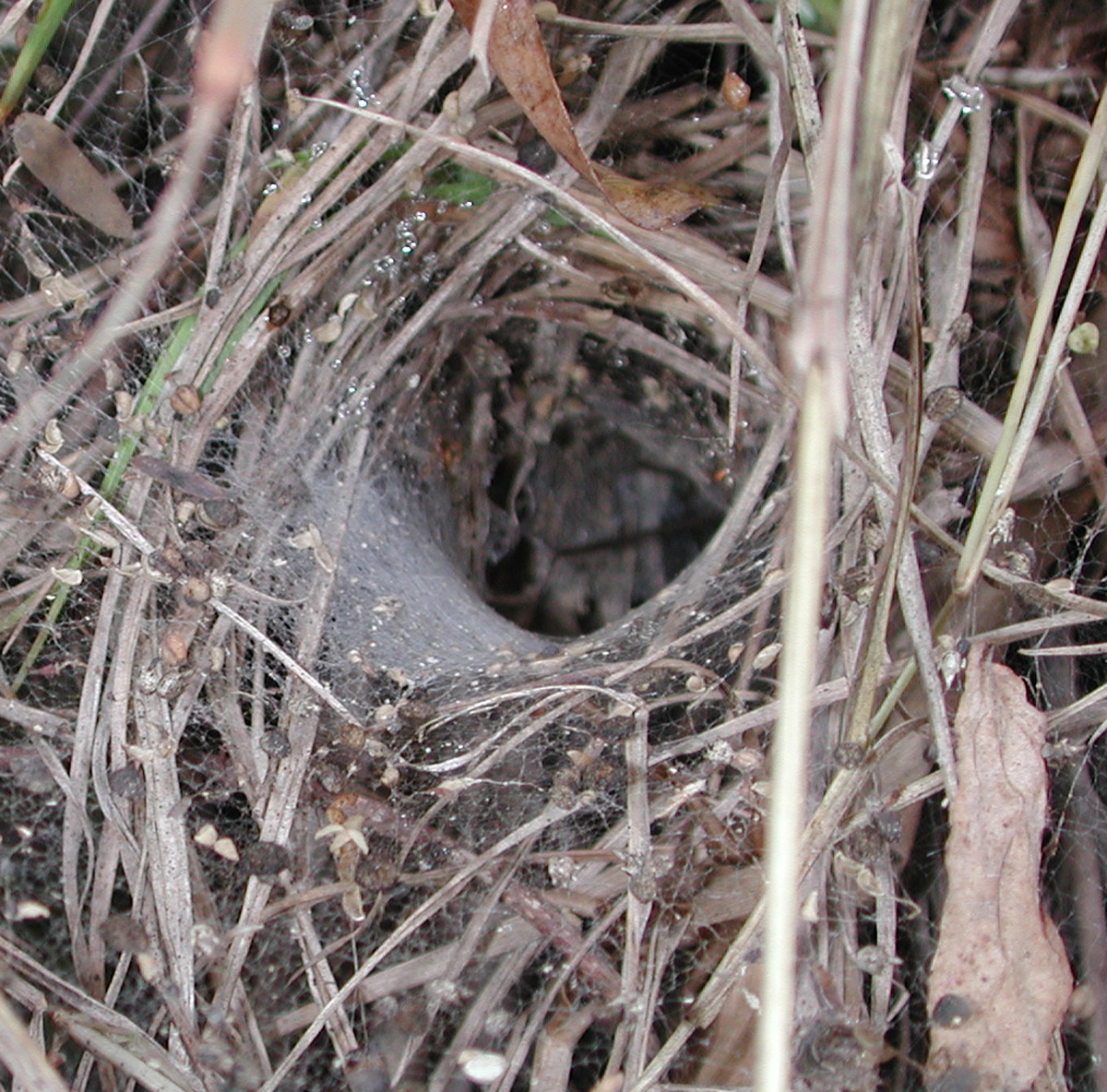
Una cau d'agelènid

## Sistemàtica
La família dels agelènids conté 81 gèneres i 1.300 espècies arreu del món. Amb data de desembre de 2016, el World Spider Catalog reconeixia els següents gèneres:
- Acutipetala Dankittipakul & Zhang, 2008 — Tailàndia
- Agelena Walckenaer, 1805 — Paleàrtic, Àfrica
- Agelenella Lehtinen, 1967 — Iemen, Socotra
- Agelenopsis Giebel, 1869 — Amèrica del Nord, introduït a Rússia
- Ageleradix Xu & Li, 2007 — Xina
- Agelescape Levy, 1996 — Mediterrani, Azerbaidjan
- Ahua Forster & Wilton, 1973 — Nova Zelanda
- Allagelena Zhang, Zhu & Song, 2006 — EurÀsia
- Alloclubionoides Paik, 199  – Japó, Rússia, Xina, Corea
- Aterigena Bolzern, Hänggi & Burckhardt, 2010 — Xina, sud-oest d'Europa
- Azerithonica Guseinov, Marusik & Koponen, 2005 — Azerbaidjan
- Barronopsis Chamberlin i Ivie, 1941 — Cuba, Hispaniola, EUA, Bahames
- Benoitia Lehtinen, 1967 — Xina, Àfrica, Xipre, Israel, Iemen
- Bifidocoelotes Wang, 2002 — Taiwan, Hong Kong
- Calilena Chamberlin i Ivie, 1941 — EUA, Mèxic
- Coelotes Blackwall, 1841 — Palearctic
- Coras Simon, 1898 — Amèrica del Nord, Corea
- Draconarius Ovtchinnikov, 1999 — Àsia
- Eratigena Latreille, 1804 — a tot el món
- Femoracoelotes Wang, 2002 — Taiwan
- Flexicoelotes Chen, Li & Zhao, 2015 - Xina
- Hadites Keyserling, 1862  – Croàcia
- Himalcoelotes Wang, 2002 — Bhutan, Nepal, Xina
- Histopona Thorell, 1869 — Europa
- Hoffmannilena Maya-Morales & Jiménez, 2016 - Mèxic
- Hololena Chamberlin i Gertsch, 1929 — Amèrica del Nord
- Huangyuania Song & Li, 1990 — Xina
- Huka Forster & Wilton, 1973 — Nova Zelanda
- Hypocoelotes Nishikawa, 2009 — Japó
- Inermocoelotes Ovtchinnikov, 1999 — Europa
- Iwogumoa Kishida, 1955 — Rússia, est d'Àsia
- Kidugua Lehtinen, 1967 — Congo
- Leptocoelotes Wang, 2002 — Taiwan, Xina
- Lineacoelotes Xu, Li & Wang, 2008 — Xina
- Longicoelotes Wang, 2002 — Xina, Illes Ryukyu
- Lycosoides Lucas, 1846 — Mediterrani, Azerbaidjan
- Mahura Forster & Wilton, 1973 — Nova Zelanda
- Maimuna Lehtinen, 1967 — Mediterrani oriental
- Malthonica Simon, 1898 — Est d'Àfrica a França, Portugal, Creta, Grècia
- Melpomene O. P-Cambridge, 1898 — EUA a Panamà, Trinitat
- Mistaria Lehtinen, 1967 — central & est d'Àfrica, Iemen
- Neoramia Forster & Wilton, 1973 – Illes Auckland, Illes Campbell, Nova Zelanda
- Neorepukia Forster & Wilton, 1973 — Nova Zelanda
- Neotegenaria Roth, 1967  – Guaiana
- Neowadotes Alayón, 1995 — Hispaniola
- Notiocoelotes Wang, Xu & Li, 2008 – Laos, Tailàndia, Xina, Vietnam
- Novalena Chamberlin i Ivie, 1942 — EUA a El Salvador
- Olorunia Lehtinen, 1967 — Congo
- Oramia Forster, 1964 – I. Chatham, I. Lord Howe, I. Auckland, Nova Zelanda
- Oramiella Forster & Wilton, 1973 — Nova Zelanda
- Orepukia Forster & Wilton, 1973 — Nova Zelanda
- Orumcekia Koçak & Kemal, 2008  – Vietnam, Tailàndia, Vietnam, Japó, Xina
- Papiliocoelotes Zhao & Li, 2016 - Xina
- Paramyro Forster & Wilton, 1973 — Nova Zelanda
- Pireneitega Kishida, 1955 — Palearctic
- Platocoelotes Wang, 2002 — Xina, Japó
- Porotaka Forster & Wilton, 1973 — Nova Zelanda
- Pseudotegenaria Caporiacco, 1934 – Líbia
- Robusticoelotes Wang, 2002 — Xina
- Rothilena Maya-Morales & Jiménez, 2013  – Mèxic
- Rualena Chamberlin i Ivie, 1942 — EUA a Guatemala
- Sinocoelotes Zhao & Li, 2016 - Xina i Tailàndia
- Spiricoelotes Wang, 2002 — Xina, Japó, I. Ryukyu
- Tamgrinia Lehtinen, 1967 — India, Xina
- Tararua Forster & Wilton, 1973 — Nova Zelanda
- Tegecoelotes Ovtchinnikov, 1999 – Rússia, Est d'Àsia
- Tegenaria Latreille, 1804  – a tot el món
- Textrix Sundevall, 1833 — Europa, Mediterrani, Etiòpia
- Tikaderia Lehtinen, 1967 — Himàlaies
- Tonsilla Wang & Yin, 1992 — Xina
- Tortolena Chamberlin i Ivie, 1941 — EUA, Mèxic a Costa Rica
- Tuapoka Forster & Wilton, 1973 — Nova Zelanda
- Urocoras Ovtchinnikov, 1999 — Europa, Turquia
- Wadotes Chamberlin, 1925 — Canadà, EUA

### Fòssils
Segons el World Spider Catalog versió 19.0 (2018), existeixen els següents gèneres fòssils:
- †Inceptor Petrunkevitch, 1942